# Cuộc cách mạng một cọng rơm
Cuộc cách mạng một cọng rơm (tiếng Nhật: 自然農法　わら一本の革命) là cuốn sách nổi tiếng của Masanobu Fukuoka, người khai sinh nông nghiệp tự nhiên của Nhật Bản và thế giới, ấn bản lần đầu tại Nhật Bản năm 1975. Cuốn sách viết về sự trải nghiệm về cách thức nuôi trồng các sản phẩm nông nghiệp trong sự tương tác hài hòa với môi trường tự nhiên.

## Nội dung
Phần 1 là phần mở đầu về triết lí Nông nghiệp tự nhiên của Masanobu Fukuoka

Hãy nhìn hạt lúa này: Masanobu Fukuoka mở đầu bằng dẫn chứng trên chính mảnh ruộng của mình, không hề cày xới suốt 25 năm nhưng năng suất rất ấn tượng do được áp dụng cách làm nông tự nhiên mà cụ thể trong trường hợp này là cách thức canh tác các giống lương thực theo trình tự và thời điềm hài hòa phù hợp.
"Phương pháp này hoàn toàn mâu thuẫn với kỹ thuật canh tác hiện đại. Nó vứt bỏ hoàn toàn các kiến thức khoa học và bí quyết làm nông truyền thống. Với kiểu làm nông không sử dụng đến máy móc, không chuẩn bị sẵn phân bón và không hoá chất này, sản lượng mà ta có thể thu hoạch được bằng hoặc cao hơn so với sản lượng của những nông trại trung bình ở Nhật Bản."

Chẳng gì cả - trở về nông thôn - tiến tới nghề nông "không-làm-gì-cả": Masanobu Fukuoka kể về quá trình mình khám phá và thực hành phương thức nông nghiệp "không-làm-gì-cả".
"Con người với sự can thiệp của họ đã làm một điều gì đó sai trái, để lại sự hư hại mà không được sửa chữa, và khi những hệ quả bất lợi chất chồng, lại dùng mọi nỗ lực để sửa sai. Khi những hành động sửa sai đó có vẻ thành công, họ đi đến chỗ xem những biện pháp này là những thành tựu hay ho. Người ta làm thế hết lần này đến lần khác."

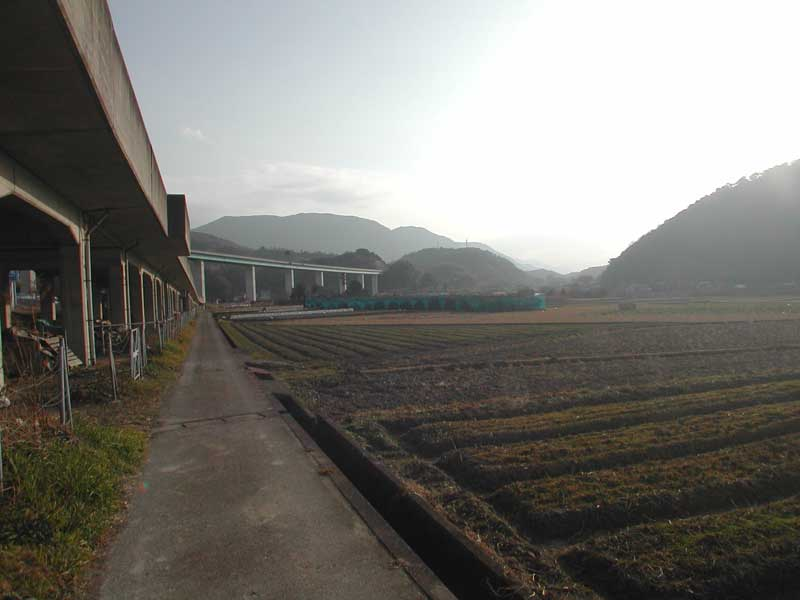
Mảnh ruộng của gia đình Fukuoka nơi từng được ông thực hành phương pháp làm nông tự nhiên.

Trở về nguồn cội: Masanobu Fukuoka cho rằng cách làm nông tự nhiên mà ấn tượng đối với hầu hết mọi người là xa lạ, chống lại sự phát triển tiên tiến và táo bạo của khoa học nhưng ông cho rằng có vẻ như sự phát triển của khoa học đã chạm tới giới hạn, người ta đã bắt đầu cảm thấy nghi ngại, và đã đến lúc để xem xét lại. Rằng cái trước đây bị xem là thô sơ, thụt lùi, thì giờ đây đột nhiên lại được xem như là đi trước rất nhiều so với khoa học hiện đại, và ông khẳng định "Tự nhiên không thay đổi, mặc dù cách nhìn tự nhiên không ngừng biến đổi từ thời đại này sang thời đại khác. Nhưng dù ở thời đại nào đi chăng nữa, làm nông tự nhiên vẫn mãi tồn tại như là ngọn nguồn của nông nghiệp."
Một lý do khiến nông nghiệp tự nhiên chưa được lan rộng: Tuy phương pháp nông nghiệp tự nhiên đã chứng minh được hiệu quả nhưng chưa được lan tỏa theo Fukouka là do "thế giới đã trở nên chuyên biệt hoá tới mức người ta không thể nào nắm bắt được bất cứ cái gì trong sự toàn vẹn của nó nữa."
Con người không hiểu tự nhiên: Các nhà khoa học nghĩ rằng họ có thể hiểu được tự nhiên nhưng Fukouka cho rằng hiểu được tự nhiên lại là điều bất khả. Thứ được nhìn nhận là tự nhiên chỉ là ý tưởng về tự nhiên nảy ra trong tâm trí mỗi người mà thôi. Một đối tượng được nhìn tách biệt khỏi tổng thể thì không còn là thứ có thực nữa.
Phần 2 Masanobu Fukuoka nêu về bốn nguyên tắc của nông nghiệp tự nhiên: Không cày xới đất, không dùng phân hoá học hoặc phân ử, không làm cỏ bằng việc cày xới hay dùng thuốc diệt cỏ và không phụ thuộc vào hoá chất.
Masanobu cũng nêu cụ thể về các phương pháp canh tác làm nông giữa vùng cỏ dại, làm nông với rơm, trồng lúa trên đồng cạn, cây ăn quả, đất vườn, trồng rau như kiểu cây mọc hoang, những điều kiện cho việc từ bỏ hoá chất và các hạn chế của phương pháp khoa học.

## Đón nhận
Cuốn Cuộc cách mạng một cọng rơm đã được dịch ra hơn 20 thứ tiếng và bán được hơn 1 triệu bản. Sớm nhất là tại Mỹ, cuốn sách được Chris Pearce, Tsune Kurosawa và Larry Korn dịch, Rodale Press ấn bản năm 1978 với tựa The One-Straw Revolution: An Introduction to Natural Farming.
Tại Việt Nam, cuốn sách được dịch và ấn bản năm 2015 và đạt giải thưởng Sách hay 2016.